# Union des Églises évangéliques-luthériennes

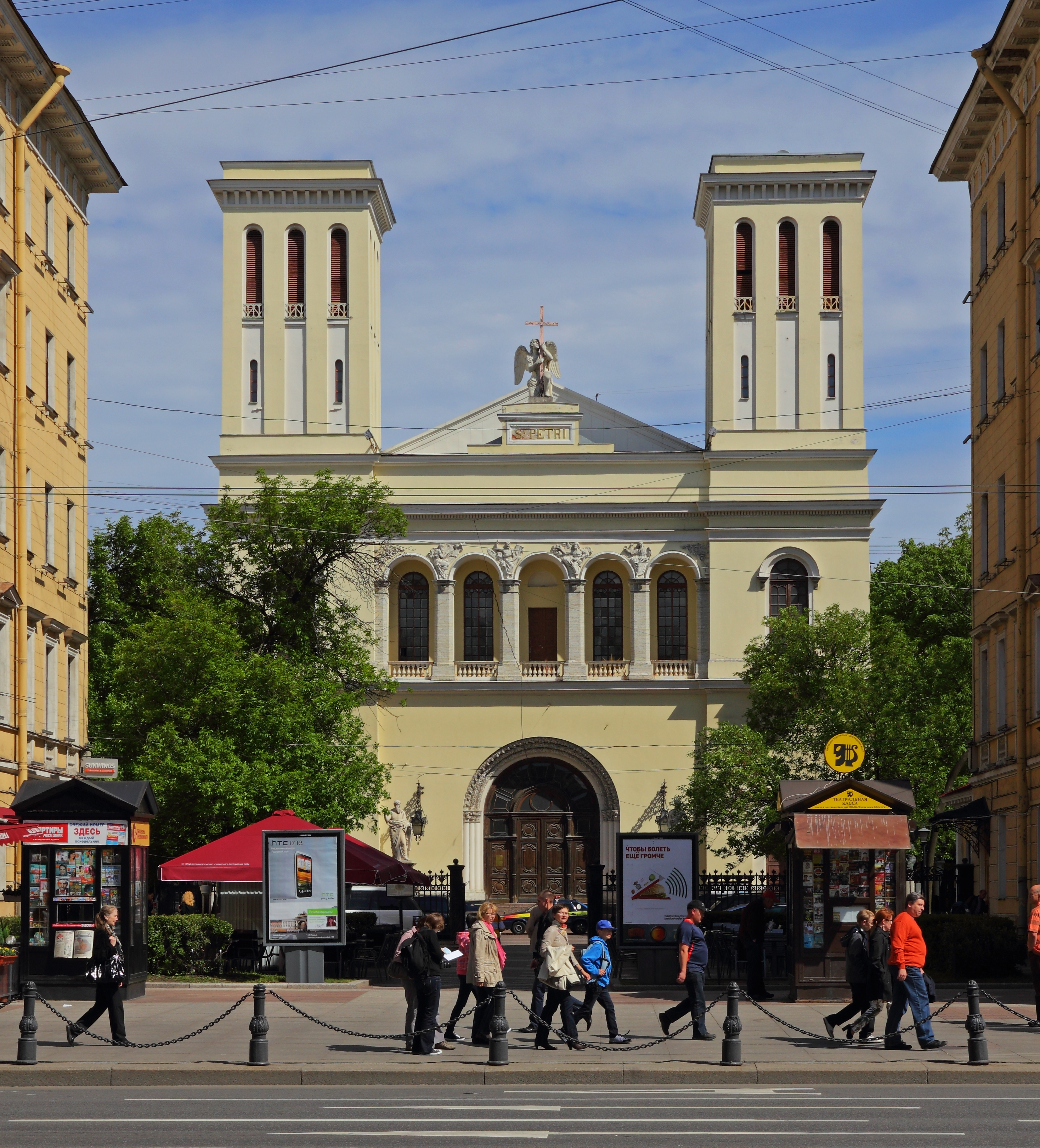
Façade de l'église Saint-Pierre-et-Saint-Paul de Saint-Pétersbourg.

L'Union des Églises évangéliques-luthériennes (Союз Евангелическо-лютеранских церквей, Союз ЕЛЦ) est une union d'Églises et de paroisses régionales luthériennes sur le territoire de la Russie et d'autres États de l'ancienne URSS.
L'Union a été formée sur la base d'un accord de coopération et de partenariat conclu entre les organisations religieuses enregistrées et n'est pas une entité juridique indépendante conformément à la loi de l'État. Elle est membre de la Fédération luthérienne mondiale depuis 1989. Elle comprenait environ 76 000 fidèles en 2010; mais son nombre est en diminution à cause d'une émigration constante.

## Histoire
Le 13 novembre 1988 à Riga avec la bénédiction de l'archevêque luthérien, Eric Mester (Église évangélique-luthérienne de Lettonie), la création de l'Église évangélique luthérienne allemande en URSS (Deutsche Evangelische-Lutherische Kirche in der Sovjetunion) est proclamée; elle est dirigée par Harald Kalnynch, et en 1990 il nomme le conseil épiscopal et un consistoire. À la fin de l'année 1991, elle est renommée en Église évangélique-luthérienne allemande dans les Républiques de l'Est, mais le ministère de la Justice de la fédération de Russie ne valide pas cette nouvelle appellation et cette Église prend le nom d'« Église évangélique-luthérienne en Russie et autres États » ou ELKRAS (allemand : Evangelisch-Lutherische Kirche in Russland und anderen Staaten). Le 14 mai 1992, deux visiteurs épiscopaux (dirigeants spirituels de diocèses qui demeurent en Allemagne): l'évêque (à la retraite) du Mecklembourg, Heinrich Ratke est nommé pour superviser les luthériens du Kazakhstan, le pasteur Siegfried Springer de Hanovre, pour la partie européenne de la Russie. Le premier synode général se tient en 1994 et vote pour un nouvel évêque, tandis que le deuxième synode général de 1998 adopte une charte permanente. Après l'approbation de la nouvelle charte de l'Église, le 25 août 1999, cette nouvelle organisation religieuse est enregistrée auprès du ministère de la Justice de la fédération de Russie en tant qu'« Église évangélique luthérienne en Russie, en Ukraine, au Kazakhstan et en Asie centrale ». Elle porte son nom actuel depuis 2011. Le 22 avril 2015, les évêques des Églises participantes ont apposé leur signature au traité de l'Union des Églises évangéliques-luthériennes, confirmant l'unité et la coopération spirituelles déjà établies.

## Structure
L'Union des Églises évangéliques-luthériennes comprend six Églises:
- Église évangélique-luthérienne de Russie (ЕЛЦР), comprenant deux Églises régionales (diocèses):
  - Église protestante-luthérienne de la partie européenne de la Russie (ЕЛЦ ЕР)
  - Église évangélique-luthérienne d'Oural, de Sibérie et d'Extrême-Orient (ЕЛЦ УСДВ)
- Église évangélique-luthérienne allemande d'Ukraine (НЕЛЦУ)
- Église évangélique-luthérienne de la République du Kazakhstan (ЕЛЦ РК)
- Église évangélique-luthérienne de la République du Kirghizstan (ЕЛЦ КР)
- Église évangélique-luthérienne d'Ouzbékistan (ЕЛЦУ)
- Église évangélique-luthérienne de Géorgie et du Caucase du Sud (ЕЛЦГ), comprenant les paroisses de Géorgie et d'Abkhazie, d'Azerbaïdjan et d'Arménie

De plus, quelques paroisses autonomes en font partie:
- Paroisse évangélique-luthérienne Saint-Jean de Grodno (Biélorussie[7])
- Paroisse évangélique-luthérienne Saints-Pierre-et-Paul de Vitebsk (Biélorussie)

Plusieurs paroisses d'Asie centrale:
- Paroisse évangélique-luthérienne de Douchanbé (Tadjikistan)
- Paroisse évangélique-luthérienne de Iolotan (Turkménistan)
- Paroisse évangélique-luthérienne de Serakhs (Turkménistan)
- Paroisse évangélique-luthérienne de Turkmenbachi ((Turkménistan)

Les établissements d'enseignement de l'Union des Églises évangéliques-luthériennes comprennent le séminaire théologique de Novossaratovka dans l'oblast de Léningrad, fondé en 1997.

## Direction

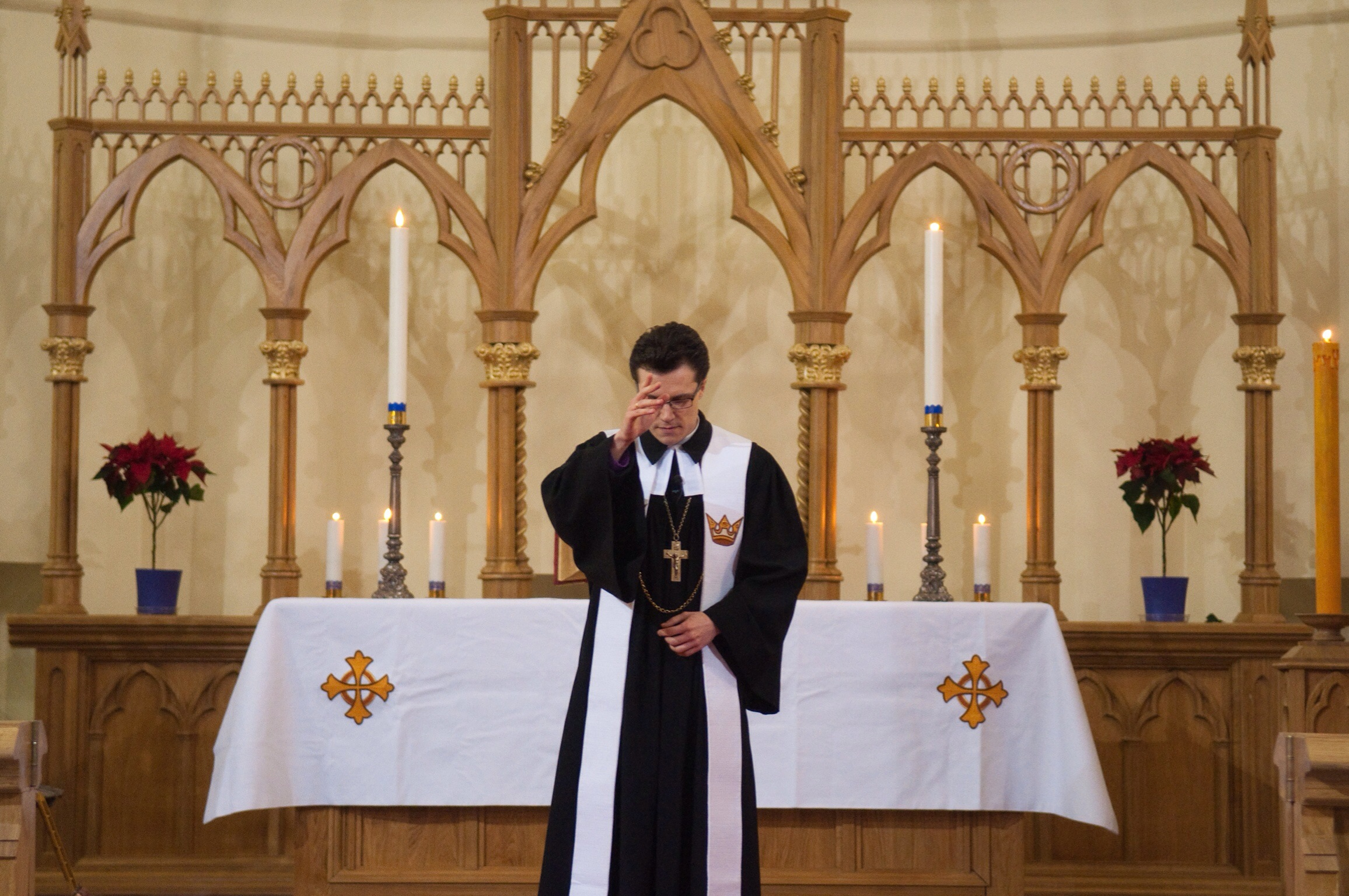
Dietrich Brauer donnant la bénédiction finale à l'église Saint-Pierre-et-Saint-Paul de Moscou.

La direction spirituelle est assumée par un archevêque (jusqu'en 1999, évêque), élu par le synode général.
- 1989-1994:  Haralds Kalniņš (Harald Kalnynch) (depuis 1977: surintendant)
- 1994-2005: Georg Kretschmar (de septembre 1994 à mai 1999: évêque; en mai 1999 élevé au rang d'archevêque)[8]
- 2005-2009: Edmund Ratz[9]
- 2009-2012: August Kruse
- 2014-2022: Dietrich Brauer (2012-2014: faisant fonction d'archevêque)
- depuis 2022: Vladimir Provorov[10]

La chancellerie (administration) de l'archevêque et la direction de l'Union se trouve à l'église Saint-Pierre-et-Saint-Paul de Saint-Pétersbourg. Elle comprend un conseil épiscopal, dont le président est actuellement l'évêque de l'Église évangélique-luthérienne du Kazakhstan, Youri Novgorodov.
L'organe dirigeant est le synode général qui se réunit tous les cinq ans. la gestion courante est assumée par le consistoire général, dirigé par l'archevêque, et comprenant les membres du présidium du synode général, deux membres du conseil épiscopal et le directeur général de l'UEEL. Les réunions du consistoire général ont lieu au moins deux fois par an.